# Sclerosciadium
Sclerosciadium es un género de plantas perteneciente a la familia de las apiáceas.

## Taxonomía
El género fue descrito por Koch ex DC. y publicado en Collection de mémoires 5: 43. 1829. La especie tipo es: Sclerosciadium humile W.D.J.Koch ex DC.	

## Especies
A continuación se brinda un listado de las especies del género Sclerosciadium descritas hasta julio de 2013, ordenadas alfabéticamente. Para cada una se indica el nombre binomial seguido del autor, abreviado según las convenciones y usos.
- Sclerosciadium humile W.D.J.Koch ex DC.
- Sclerosciadium nodiflorum Coss.